# Décès en 1926
Décès
- 1922
- 1923
- 1924
- 1925
- 1926
- 1927
- 1928
- 1929
- 1930

Cet article présente une liste de personnalités mortes au cours de l'année 1926.

Les mois de l'année font également l'objet de listes spécifiques :

## Décès par mois

### Date précise inconnue
- Eugène Buland, peintre français (° 26 octobre 1852).
- Jean Danguy, peintre français (° 24 novembre 1863).
- Léon Hingre, peintre et illustrateur français (° 6 janvier 1860).
- Paul Pujol, peintre et architecte français (° 22 novembre 1848).
- Hyacinthe Royet, peintre, illustrateur et affichiste français (° 20 septembre 1862).

- Vers 1926  François Brunery, peintre italien (° 1849).

- Après 1926 :
  - Joseph Louis Cornier-Miramont, peintre et sculpteur français (° 3 mai 1876).
  - Frank Wilson, réalisateur, acteur et scénariste britannique (° 1873).

### Janvier
- 2 janvier : Marcel Chadeigne, pianiste et compositeur français (° 2 janvier 1876).
- 4 janvier :
  - Paul de La Boulaye, peintre français (° 24 janvier 1849).
  - Sophie de Niederhausern, peintre paysagiste suisse (° 12 janvier 1856).
- 5 janvier : Victor Bendix, chef d'orchestre, pianiste et compositeur danois (° 17 mai 1851).
- 6 janvier : Émile Paladilhe, compositeur français (° 3 juin 1844).
- 7 janvier : Henri Gaston Darien, peintre français (° 8 janvier 1864).
- 9 janvier : Marylie Markovitch, romancière française (° 12 mai 1866).
- 15 janvier :
  - Enrico Toselli, pianiste et compositeur italien (° 13 mars 1883).
  - Eugène Zak, peintre polonais (° 15 décembre 1884).
- 18 janvier : Lujza Blaha, actrice hongroise (° 8 septembre 1850).
- 22 janvier :
  - Désiré-Joseph Mercier, cardinal belge (° 21 novembre 1851).
  - Carlos Schwabe, peintre allemand naturalisé suisse (° 21 juillet 1866).
- 29 janvier :
  - Pierre Bracquemond, peintre et dessinateur français (° 30 janvier 1870).
  - Henry Tenré, peintre français (° 14 octobre 1854).
- 31 janvier : Giovanni Beltrami, peintre, illustrateur, critique d'art et affichiste italien (° 26 février 1860).

### Février
- 4 février :
  - Paul Alphonse Marsac, peintre français (° 22 juillet 1865).
  - Adolphe Willette, peintre, illustrateur, affichiste, lithographe et caricaturiste français (° 30 juillet 1857).
- 5 février :
  - Gustav Eberlein, sculpteur, peintre, illustrateur et écrivain allemand (° 14 juillet 1847).
  - André Gedalge, compositeur et pédagogue français (° 27 décembre 1856).
- 6 février : Henri Person, peintre français (° 22 juin 1876).
- 7 février : William Evans Hoyle, malacologiste britannique (° 28 janvier 1855).
- 10 février : Jean-Baptiste Cherfils, peintre, écrivain et sociologue français (° 13 mars 1858).
- 11 février :
  - Friedrich Wilhelm Kuhnert, peintre et illustrateur allemand (° 18 septembre 1865).
  - Frédéric Montenard, peintre français (° 17 mai 1849).
- 12 février : Yi Wan-Yong, homme politique coréen (° 17 juillet 1858).
- 18 février : Litri (Manuel Báez Gómez), matador espagnol (° 13 août 1905).
- 21 février : Eugen Zardetti, peintre suisse (° 27 novembre 1849).
- 25 février : Ernest Édouard Martens, peintre français (° 8 juin 1865).
- 26 février : Peter Lange-Müller, compositeur et pianiste danois (° 1er décembre 1850).

### Mars
- 1er mars : Marietta Holley, humoriste américaine (° 16 juillet 1836).
- 3 mars : Christian Henri Roullier, peintre et sculpteur français (° 7 mai 1845).
- 9 mars : Fatix Ämirxan, éditeur et écrivain soviétique (° 1er janvier 1886).
- 11 mars : Mikao Usui, fondateur japonais du reiki (° 15 août 1865).
- 15 mars : Dmitri Fourmanov, écrivain russe (° 7 novembre 1891).
- 22 mars :
  - Richard Bisschop, peintre, dessinateur et aquarelliste néerlandais (° 21 juin 1849).
  - Alfred Guillou, peintre français (° 12 septembre 1844).

### Avril
- 1er avril : Charles Angrand, peintre néo-impressionniste français de l'École de Rouen (° 19 avril 1854).
- 7 avril : Giovanni Amendola, homme politique italien (° 15 avril 1882).
- 8 avril : Maurice Biais, peintre, dessinateur et affichiste français (° 30 décembre 1872).
- 16 avril : Lucien Simonnet, peintre français (° 22 novembre 1849).
- 18 avril :
  - Edith Blake, illustratrice et écrivaine botanique irlandaise (° 7 février 1846).
  - Camille Janssen, homme politique belge (° 5 décembre 1837).
- 23 avril : Théodore Roussel, peintre et graveur britannique d'origine française (° 23 mars 1847).
- 24 avril : Luis Mazzantini, matador espagnol (° 10 octobre 1856).
- 26 avril : Emmanuel Samson, peintre et sculpteur français (° 5 mai 1860).

### Mai
- 14 mai : Lizzie Crozier French, éducatrice américaine et militante féministe (° 7 mai 1851).
- 18 mai : Nikolaus Szécsen von Temerin, diplomate autrichien d'origine hongroise, actif pendant la période austro-hongroise (° 26 novembre 1857).
- 19 mai : Mustapha Nador, musicien algérien, précurseur du genre chaâbi (° 3 avril 1874).
- 21 mai : 
  - Ronald Firbank, écrivain britannique (° 17 janvier 1886).
  - Georgi Lvovitch Catoire, compositeur russe puis soviétique d’origine française (° 27 avril 1861).
- 23 mai : Hans von Koessler, compositeur, organiste, chef d'orchestre et pédagogue allemand (° 1er janvier 1853).
- 27 mai : Jeanna Bauck, peintre suédo-allemande (° 19 août 1840).
- 31 mai : Stanisław Masłowski, peintre polonais (° 3 décembre 1853).

### Juin
- 2 juin : Hans Hermann von Berlepsch, homme politique allemand (° 30 mars 1843).
- 10 juin : Antoni Gaudí, architecte espagnol (° 25 juin 1852).
- 13 juin : Mariano Montes, matador espagnol (° 22 avril 1894).
- 24 juin : G. P. Nerli, peintre italien (° 21 février 1860).
- 29 juin : Margaret Dockrell, suffragiste, philanthrope et conseillère municipale irlandaise (° 18 mars 1849).
- 30 juin : Lionel Royer, peintre français (° 25 décembre 1852).

### Juillet
- 2 juillet : Émile Coué, père éponyme de la méthode Coué (° 26 février 1857).
- 8 juillet : Philippe Sudre Dartiguenave, avocat, écrivain et homme politique haïtien (° 6 avril 1862).
- 12 juillet : Charles Wood, compositeur, pédagogue et organiste irlandais (° 15 juin 1866).
- 20 juillet : Félix Dzerjinski, révolutionnaire communiste russe puis soviétique (° 11 septembre 1877).
- 23 juillet :
  - Léonie de Bazelaire, femme de lettres et peintre française (° 19 mai 1857).
  - Émile Maillard, peintre français (° 2 juin 1846).
  - Viktor Vasnetsov, peintre russe (° 15 mai 1848).
- 27 juillet : Marie-Jeanne Brémond, peintre française (° 10 janvier 1870).
- 28 juillet : Jenő Károly, footballeur et entraîneur hongrois (° 15 janvier 1886).
- 30 juillet :
  - Ernest Dagonet, sculpteur français (° 4 mai 1856).
  - Lauro Severiano Müller, diplomate et homme politique brésilien (° 8 novembre 1863).

### Août
- 1er août :
  - Charles Amable Lenoir, peintre français (° 22 octobre 1860).
  - Henri Rovel, peintre, compositeur et météorologue français (° 8 juillet 1849).
- 3 août :
  - Léonard Jarraud, peintre français (° 24 février 1848).
  - Diogène Maillart, peintre français (° 28 octobre 1840).
- 4 août : Ermen Parini, peintre française (° 5 août 1872).
- 8 août :
  - Eugène-Louis Chayllery, peintre français (° 1854).
  - Frank Myers Boggs, peintre français d'origine américaine (° 6 décembre 1855).
- 21 août: Ugyen Wangchuck, premier roi du Bhoutan (° 11 juin 1862).
- 23 août :
  - Laurent-Olivier David, avocat, journaliste, homme politique et historien canadien (° 24 mars 1840).
  - Gustave Ganay, coureur cycliste français (° 28 mars 1892).
  - Rudolph Valentino, acteur italien (° 6 mai 1895).
- 25 août : Thomas Moran, peintre américain (° 12 février 1837).
- 26 août : Doktor Nâzım, dirigeant des Jeunes-Turcs et ministre de l'Éducation publique ottoman (° 1870).
- 29 août : Amadé Barth, peintre suisse (° 11 octobre 1926).

### Septembre
- 2 septembre : Jeanne Malivel, peintre, illustratrice et graveuse française (° 15 avril 1895).
- 4 septembre : Charles Francisque Raub, peintre français (° 7 février 1854).
- 11 septembre : Bethenia Angelina Owens-Adair, réformatrice sociale américaine (° 8 février 1840).
- 13 septembre : Alfred von Bary, ténor germano-maltais (° 18 janvier 1873).
- 27 septembre : Georges Guigue, historien et archiviste français (° 8 novembre 1861).
- 29 septembre : Stanislas-Arthur-Xavier Touchet, cardinal français, évêque d'Orléans (° 13 novembre 1848).

### Octobre
- 3 octobre :
  - Otto Eerelman, peintre, graveur et lithographe néerlandais (° 23 mars 1839).
  - Édouard Herzig, peintre et caricaturiste français d'origine suisse (° 23 décembre 1860).
- 14 octobre : Wenceslas Pająk, peintre polonais (° 7 août 1891).
- 17 octobre : Hippolyte Berteaux, peintre français (° 28 mars 1843).
- 18 octobre : James Carroll, homme politique néo-zélandais (° 20 août 1857).
- 20 octobre : Agustín Ross, juriste et diplomate chilien (° 5 février 1844).
- 25 octobre : Élie Laurent, peintre français (° 7 décembre 1841).
- 29 octobre : Joseph-Noël Sylvestre, peintre français (° 24 juin 1847).

### Novembre
- 7 novembre : Jules-Victor Verdier, peintre français (° 3 août 1862).
- 16 novembre : Karel Klíč, peintre, photographe et illustrateur autrichien, austro-hongrois puis tchécoslovaque (° 30 mai 1841).
- 22 novembre :
  - Percy Carr, acteur britannique (° 25 août 1873).
  - Darvish Khan, maître de la musique persane (° 1872).
- 24 novembre : Leonid Krassine, dirigeant bolchevik russe puis soviétique (° 3 juillet 1870).
- 26 novembre : Léon Léon-Dufour, historien et généalogiste français (° 5 août 1864).
- 27 novembre : Dmitri Chtcherbinovski, peintre impressionniste russe puis soviétique (° 13 janvier 1867).

### Décembre
- 2 décembre :
  - Gérard Cooreman, homme politique belge (° 25 mars 1852).
  - Alexis Mossa, peintre français de genre, de figures et de paysages (° 15 octobre 1844).
- 5 décembre : Claude Monet, peintre français (° 14 novembre 1840).
- 13 décembre : Théo van Rysselberghe, peintre belge  (° 23 novembre 1862).
- 20 décembre : Ettore Ximenes, sculpteur, peintre et illustrateur italien (° 11 avril 1855).
- 24 décembre : Adolphe-Alphonse Géry-Bichard, peintre, graveur et illustrateur français (° 19 novembre 1841).
- 25 décembre :
  - Giulio Adamoli, ingénieur, patriote et homme politique italien (° 29 février 1840).
  - Frank Bizzoni, coureur cycliste italien (° 7 mai 1875).